# Авока (Арканзас)
Авока (англ. Avoca, Arkansas) — город, расположенный в округе Бентон (штат Арканзас, США) с населением в 423 человека по статистическим данным переписи 2000 года.

## География
По данным Бюро переписи населения США город Авока имеет общую площадь в 4,66 квадратных километров, водных ресурсов в черте населённого пункта не имеется.
Город Авока расположен на высоте 415 метров над уровнем моря.

## Демография
По данным переписи населения 2000 года в Авоке проживало 423 человека, 121 семья, насчитывалось 162 домашних хозяйств и 168 жилых домов. Средняя плотность населения составляла около 90 человек на один квадратный километр. Расовый состав Авоки по данным переписи распределился следующим образом: 92,43 % белых, 1,65 % — коренных американцев, 0,24 % — азиатов, 0,71 % — выходцев с тихоокеанских островов, 1,65 % — представителей смешанных рас, 3,31 % — других народностей. Испаноговорящие составили 6,15 % от всех жителей города.
Из 162 домашних хозяйств в 30,2 % — воспитывали детей в возрасте до 18 лет, 59,3 % представляли собой совместно проживающие супружеские пары, в 11,7 % семей женщины проживали без мужей, 25,3 % не имели семей. 19,8 % от общего числа семей на момент переписи жили самостоятельно, при этом 8,6 % составили одинокие пожилые люди в возрасте 65 лет и старше. Средний размер домашнего хозяйства составил 2,61 человек, а средний размер семьи — 3,02 человек.
Население города по возрастному диапазону по данным переписи 2000 года распределилось следующим образом: 25,5 % — жители младше 18 лет, 9,5 % — между 18 и 24 годами, 26,5 % — от 25 до 44 лет, 26,2 % — от 45 до 64 лет и 12,3 % — в возрасте 65 лет и старше. Средний возраст жителей составил 39 лет. На каждые 100 женщин в Авоке приходилось 94,9 мужчин, при этом на каждые сто женщин 18 лет и старше приходилось 88,6 мужчин также старше 18 лет.
Средний доход на одно домашнее хозяйство в городе составил 41 964 доллара США, а средний доход на одну семью — 47 500 долларов. При этом мужчины имели средний доход в 32 708 долларов США в год против 25 167 долларов среднегодового дохода у женщин. Доход на душу населения в городе составил 17 028 долларов в год. 4,2 % от всего числа семей в округе и 7,8 % от всей численности населения находилось на момент переписи населения за чертой бедности, при этом 5,9 % из них были моложе 18 лет и 12,0 % — в возрасте 65 лет и старше.